# 贾玛克
贾玛克（阿拉伯语：جرمق，英语：Jarmaq）是黎巴嫩南部省傑津縣的一个村庄。

## 历史
根据1596年的税务记录，贾玛克是位于奥斯曼帝国采法特里瓦纳希亚分区萨吉夫，人口是52户，6个单身汉，全是穆斯林。村民们为山羊和蜂箱纳税，“偶尔的收入”是压榨橄榄油或葡萄糖浆，另外还有一笔总计5502阿克切固定金额。

## 书籍
- Hütteroth, Wolf-Dieter; Abdulfattah, Kamal. . Erlanger Geographische Arbeiten, Sonderband 5. Erlangen, Germany: Vorstand der Fränkischen Geographischen Gesellschaft. 1977  [2018-12-10]. ISBN 3-920405-41-2. （原始内容存档于2019-10-14）.
- Rhode, Harold. . Columbia University. 1979  [2019-08-05]. （原始内容存档于2019-04-20）.